# Portretul lui Avram Iancu (pictură de Barbu Iscovescu)
Acest articol dezvoltă secțiunea Opera a articolului principal Barbu Iscovescu.
 Portretul lui Avram Iancu  este o pictură în ulei pe pânză realizată de pictorul Barbu Iscovescu în anul 1849. Portretul eroului revoluției transilvănene din 1848 - 1849 a rămas în memoria fiecărui român care a făcut o școală. Manualele de toate gradele ale învățământului gimnazial, liceal sau universitar au făcut cunoscută elevilor imaginea lui Avram Iancu începând din a doua jumătate a secolului al XIX-lea până astăzi. Efigia cunoscutului erou transilvănean a căpătat o data cu trecerea secolelor o valoare emblematică care simbolizează în conștiința poporului român frumusețea sublimă a unei vieți care s-a oferit ofrandă pentru cauza libertății sociale și naționale, o viață care are valoare de blazon al avântului revoluționar de care a dat dovadă participanții la mișcarea de emancipare națională de la 1848. Imaginea conducătorilor revoluției își are originea în vechile izvoade iconografice pornite pe de o parte de la niște realități înfățișate cu procedee portretistice corespunzătoare și pe de altă parte acestea au fost înzestrate cu sensurile morale cu ajutorul cărora o națiune își structurează și își fortifică conștiința de sine.
Imaginile conducătorilor revoluției de la 1848 au fost tipărite și reproduse permanent din 1848 până astăzi începând cu tehnica litografierii și mai apoi au fost reluate în opere cu sensuri apologetice și epice de către mulți artiști plastici, sculptori sau pictori. Toate operele realizate de-a lungul anilor, au avut la bază o observație portretistică meticuloasă și o osteneală stăruitoare pentru descoperirea de sub elementele vestimentare sau cele de asemănare fizică, a realității umane ieșite din comun pe care doar un artist pregătit și adevărat putea să le cuprindă în aceeași operă și doar într-un moment de maximă inspirație. Izvodul singular al efigiei arhicunoscute a lui Avram Iancu transpare în toate imaginile realizate de către diverși artiști prin regăsirea elementelor de bază: capul ușor înclinat spre dreapta, amplasarea eroului în spațiu, la trei sferturi spre dreapta, privirea ațintită în depărtare, amplasarea unghiului de vedere asupra personajului, din perspectiva pictorului, este așezată la aceeași înălțime cu modelul, fapt care îngăduie un dialog permisiv între privitor și modelul portretizat, ceea ce permite un paralelism bazat pe un cadru imanent al vieții fiecăruia și nu ca spațiu subordonat celui terestru, așa cum sunt înfățișați de obicei eroii.
Portretul lui Avram Iancu aflat astăzi la Galeria Muzeului Național de Artă al României este de mici dimensiuni, 0.372 x 0.272 metri, și a fost realizat de Barbu Iscovescu în anul 1849. Eroul este înfățișat cu o căciulă brumărie cu fundul teșit și cu un vârf care se remarcă spre partea dreaptă. El poartă o haină grea, îmblănită, de culoare alb-verzuie, care are figurați în stil decorativ zece nasturi mari pe cele două părți ale ei. O mulțime de alți nasturi mici, cu rol funcțional, se pot vedea pe mesada hainei care este desfăcută pentru a se putea vedea pântecele și pieptul. Gulerul cămășii este larg răsfrânt cu lavalieră neagră, ea fiind înnodată în stil romantic spre partea stângă. Personajul poartă un chimir lat, un fel de șerpar din piele ce are patru catarame și buzunare dispuse în patru etaje, totul fiind înconjurat cu împletituri ornamentale negre pe fond castaniu, albastre sau portocalii. La brâu se văd înfipte două pistoale de mari dimensiuni. Accentele de lumină apar pe figura eroului din partea dreaptă, de sus, din restul imaginii profilându-se cu predilecție gulerul răsfrânt, care este singura pată albă a tabloului, și patul pistolului din stânga corpului de deasupra șerparului care a fost pictat cu reflexe metalice. Reflexele nasturilor nu au justificări de natură figurativă, astfel, ele fiind dispuse pe stânga, altele pe dreapta, mai jos sau mai sus, ca și când nu ar exista o unitate a surselor de lumină pentru întreaga compoziție. Transpare o grijă a pictorului pentru sugerarea densității materialelor precum și al aspectului lor tactil.
Imaginea eroului are o picturalitate desăvârșită, argumente în acest sens stând accentele puse cu mare știință în dreapta aretei nazale, pe nară, pe pometul drept sau pe buze. Fondul tabloului are o cromatică convențională, negru-verzuie, ea neavând vreo indicație figurală, excelează prin dozarea luminii în chip savant de la umbra umărului drept spre o nuanță apropiată de intesitatea hainei. Aceast artificiu plastic a obligat pictorul să închidă umărul stâng pentru a obține efectul detașării lui prin tehnica ecranelor. Volumetria personajului a fost foarte criticată, dar ea a reușit să dea o autoritate fizică a eroului care nu a transformat portretul într-un exercițiu de natură mortuară. Se poate constata realizarea unei îmbătrâniri a fizionomiei, Avram Iancu avea pe atunci doar 25 de ani, el apărând mai matur decât era în realitate și imaginea realizată prezintă un portret al unei persoane active și cu o psihologie de vizionar.
De notorietatea este eroarea istorică făcută în anul 1951 de către critica de artă, care a identificat în mod greșit că cele două portrete realizate de Mișu Popp haiducului Radu Anghel din Argeș l-ar reprezenta pe Avram Iancu. Privind cele două portrete se poate vedea că asemănarea cu izvodul eroului se regăsește doar în schema atitudinală și recuzită, la care se mai adaugă, într-adevăr, o asemănare fizică confuză, care este contrazisă de ostentația declamatorie.

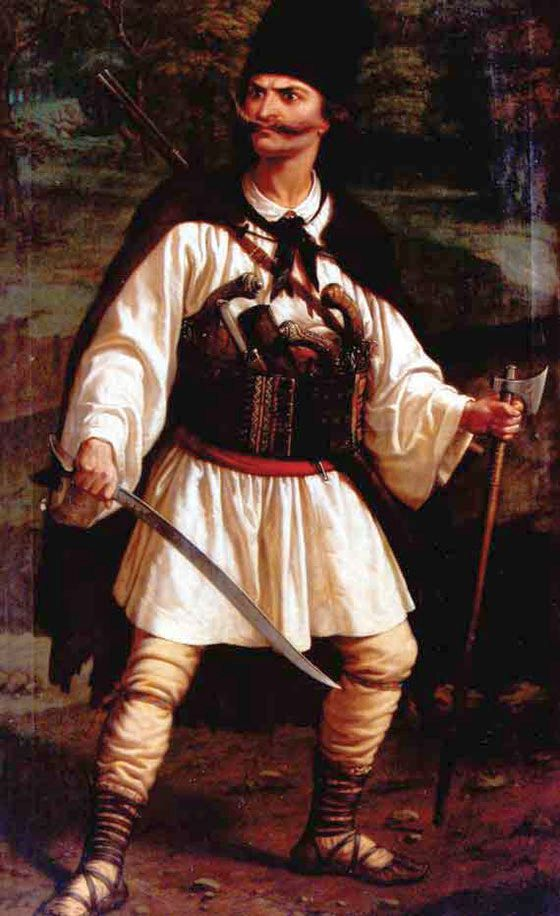
Haiducul Radu Anghel - de Mișu Popp Muzeul de Artă din Timișoara
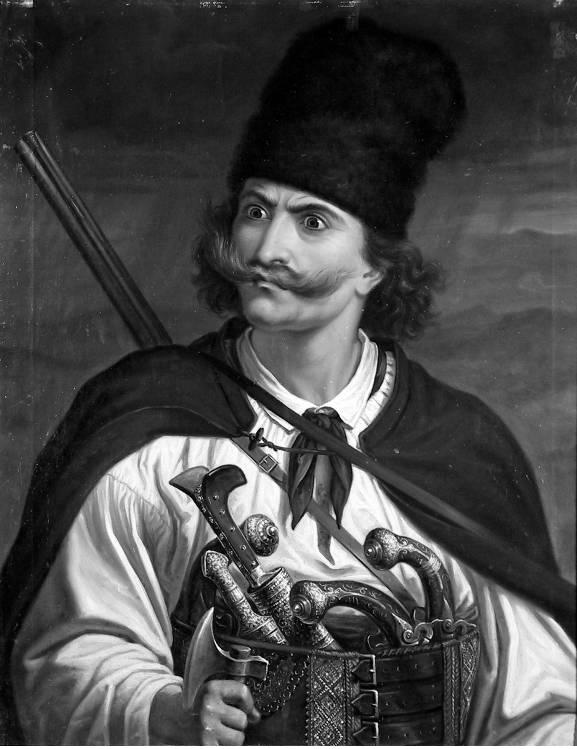
Haiducul Radu Anghel - de Mișu Popp Muzeul Brukenthal
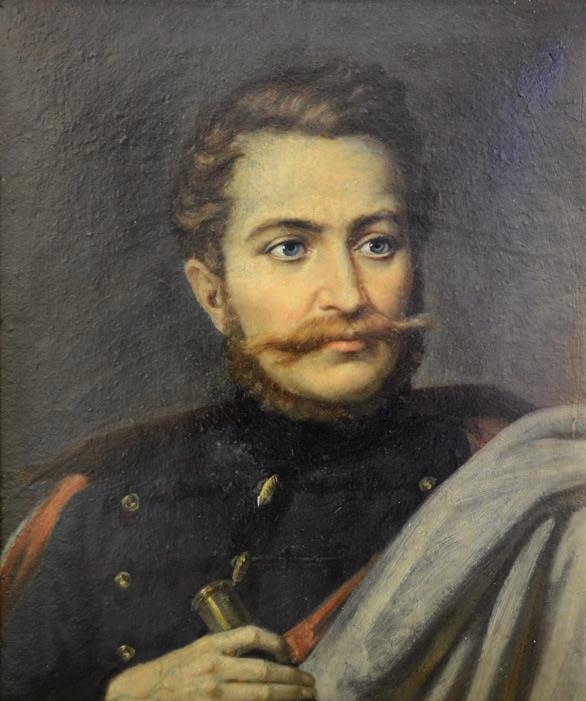
Portretul lui Avram Iancu - de Mișu Popp Muzeul de Artă din Brașov
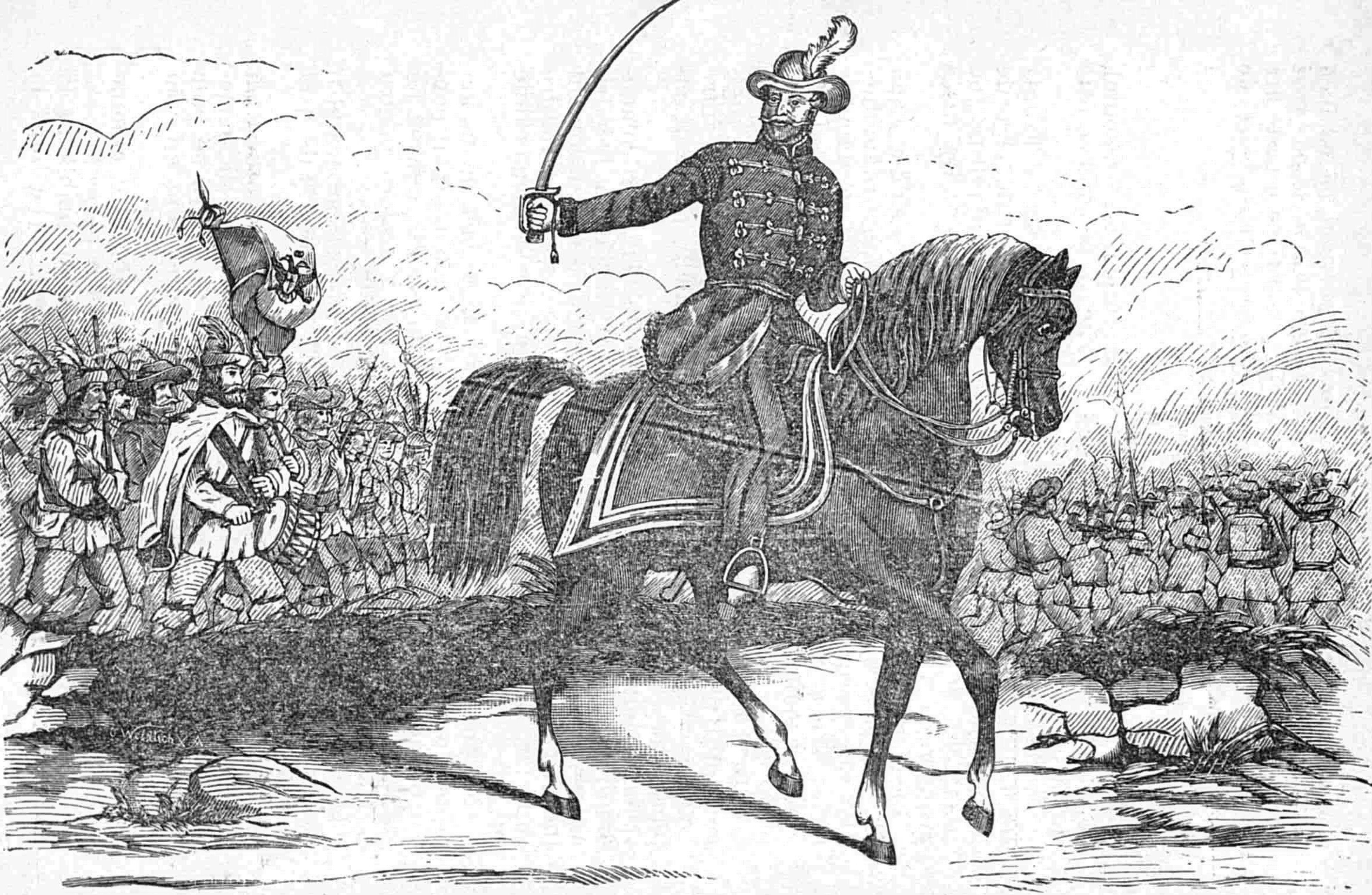
Avram Iancu în mijlocul moților - de Ion Costande
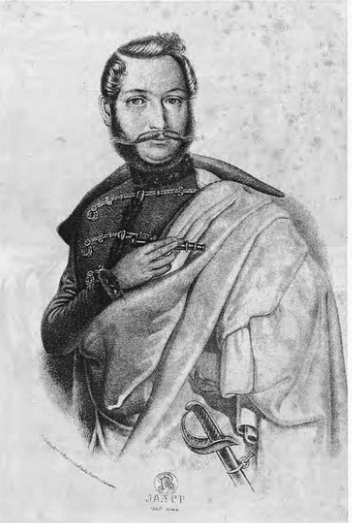
Avram Iancu - de Ion Costande

După cum se știe, Mișu Popp, care a luptat în rândurile legiunii românești din Ardeal, a făcut și portretul lui Avram Iancu. Este ușor de realizat că artistul nu a executat tabloul după natură, ci din memorie. Personajul are trăsături idealizate convențional și fizionomia este trasă spre un anume tip de frumusețe masculină de un gust care se apropie mai degrabă de cel militar și urban. Poate fi observat, că tipologia umană înfățișată a fost denaturată prin comparație cu cea redată de Iscovescu. Mișu Popp nu a reușit să dea portretului întreaga complexitate necesară unui astfel de erou. Reprezentat tot pe trei sferturi dreapta, în contraposo, având corpul întors în direcția opusă axei capului, el are echipament militar cu brandemburguri și favoriți. El nu oferă o identitate cu care s-a obișnuit poporul român a-l identifica pe marele erou. Chiar și culoarea ochilor pictați de Mișu Popp nu este aceeași cu cea folosită de Barbu Iscovescu.
Imaginea creată de Mișu Popp aduce oarecum cu cea care a fost popularizată într-o litografie de Ion Costande (1819 - 1879): aceleași mustăți orizontale peste un obraz foarte lat, aceiași favoriți, aceeași uniformă de sorginte austriacă sau ungurească. În plus, în portretul lui Costandi, Avram Iancu a fost înfățișat călare pe un cal de paradă care are șabrac aurit sub șa și un căpăstru bătut cu ținte, el având o atitudine tipică de manej. Calul moțesc al lui Avram Iancu numit Brutus în mod sigur nu avea cum să fie așa. Totuși, se poate identifica gestul eroului de îmbărbătare cu sabia scoasă a trupelor de țărani ce pot fi văzuți îndărătul lui cu tobe, puști și lănci și steaguri tricolore.
Ca o concluzie indubitabilă rezultată din curgerea timpului, portretul-izvod care a supraviețuit în memoria poporului român este cel realizat de Barbu Iscovescu.